# Élections sénatoriales françaises de 1912
Les élections sénatoriales françaises de 1912 se déroulent le 7 janvier 1912 et ont pour but de renouveler la série A du Sénat et quatre sièges vacants.

## Contexte
Les élections se basent comme en 1909 sur les élections municipales de 1908. Un certain nombre de candidats progressistes font alliance avec des républicains de gauche tandis que les radicaux rejette le collectivisme et les socialistes.

## Résultats
| Tendances politiques | Tendances politiques | Sièges sortants            | Sièges obtenus | Sièges totaux |    | Tendances politiques           | Sièges sortants | Sièges obtenus | Sièges totaux |
| -------------------- | -------------------- | -------------------------- | -------------- | ------------- | -- | ------------------------------ | --------------- | -------------- | ------------- |
|                      | Opposition de droite |                            | 20             |               |    | Conservateurs et nationalistes | 7               | 5              |               |
|                      | Opposition de droite | Républicains progressistes | 20             | 27            | 5  |                                |                 |                |               |
|                      | Opposition de droite | Gauche républicaine        | 20             | 27            | 10 |                                |                 |                |               |
|                      | Gouvernement         |                            | 77             |               |    | Républicains de gauche         | 12              | 10             |               |
|                      | Gouvernement         | Union républicaine         | 77             | 11            |    |                                | 12              |                |               |
|                      | Gouvernement         | Radicaux                   | 77             | 54            | 15 |                                |                 |                |               |
|                      | Gouvernement         | Gauche démocratique        | 77             | 54            | 33 |                                |                 |                |               |
|                      | Gouvernement         | Radicaux-socialistes       | 77             | 54            | 8  |                                |                 |                |               |
|                      | Opposition de gauche | 2                          | 3              | 6             |    | Socialistes                    | 2               | 3              | 6             |
| Total                | Total                | 100                        | 100            | 300           |    |                                | 100             | 100            | 300           |

À l’issue du scrutin de 1912, il ne reste plus au Sénat que quatre de ses premiers élus, deux inamovibles de décembre 1875 (Jules Cazot et René Bérenger) et deux sénateurs élus en 1876 (Charles de Freycinet et Auguste Huguet). Cazot meurt cependant en décembre 1912. 

### Sièges par groupe
|                        |                                                                           |                |               |  |  |  |
| Groupes parlementaires | Groupes parlementaires                                                    | Sièges obtenus | Sièges totaux |  |  |  |
|                        | Groupe de la Gauche Démocratique, Radicale et Radicale-Socialiste (GDRRS) | 56             | 166           |  |  |  |
|                        | Groupe de l'Union Républicaine (UR)                                       | 21             | 58            |  |  |  |
|                        | Groupe de Gauche Républicaine (GR)                                        | 15             | 44            |  |  |  |
|                        | Groupe de la Droite (DR)                                                  | 5              | 22            |  |  |  |
|                        | Indépendants ou Non-inscrits                                              |                | 13            |  |  |  |
|                        |                                                                           |                |               |  |  |  |
| Total                  | Total                                                                     | 315            | 315           |  |  |  |